# Piedades Sur
Piedades Sur es un distrito del cantón de San Ramón, en la provincia de Alajuela, de Costa Rica.

## Geografía
Piedades Sur cuenta con un área de 115,63 km² y una altitud media de 1013 m s. n. m.

## Demografía
Para el año 2022, Piedades Sur cuenta con una población estimada de 4187 habitantes, y para el último censo efectuado, en 2011, Piedades Sur contaba con una población de 3738 habitantes.

## Localidades
- Poblados: Bajo Barrantes, Barranca, Bureal, El Carmen, Chassoul, La Guaria, Nagatac, Palma, Potrerillos, Quebradillas, Salvador, San Bosco, San Francisco, San Miguel, Sardinal, Socorro.

## Transporte

### Carreteras
Al distrito lo atraviesan las siguientes rutas nacionales de carretera:
- Ruta nacional 742